# HD 75821
HD 75821 (nota anche come f Velorum o KX Velorum) è una stella gigante azzurra di magnitudine 5,09 situata nella costellazione delle Vele. Dista 2695 anni luce dal sistema solare.

## Osservazione
Si tratta di una stella situata nell'emisfero celeste australe. La sua posizione è fortemente australe e ciò comporta che la stella sia osservabile prevalentemente dall'emisfero sud, dove si presenta circumpolare anche da gran parte delle regioni temperate; dall'emisfero nord la sua visibilità è invece limitata alle regioni temperate inferiori e alla fascia tropicale. La sua magnitudine pari a 5,1, fa sì che possa essere scorta solo con un cielo sufficientemente libero dagli effetti dell'inquinamento luminoso.
Il periodo migliore per la sua osservazione nel cielo serale ricade nei mesi compresi fra dicembre e maggio; nell'emisfero sud è visibile anche all'inizio dell'inverno, grazie alla declinazione australe della stella, mentre nell'emisfero nord può essere osservata limitatamente durante i mesi della tarda estate boreale.

## Caratteristiche fisiche
La stella è una gigante azzurra; possiede una magnitudine assoluta di -4,5 e la sua velocità radiale positiva indica che la stella si sta allontanando dal sistema solare.

## Sistema stellare
HD 75821 è un sistema stellare formato da due componenti. La componente principale A è una gigante azzurra di tipo spettrale B0III e magnitudine 5,09. La componente B è di magnitudine 9,0, separata da 3,2 secondi d'arco da A e con angolo di posizione di 084 gradi.
La componente principale ha una temperatura effettiva di 29.000 K e una luminosità 120.000 volte superiore a quella del Sole. la sua massa è stimata tra 13,8 e 19,2 masse solari. Nel secondo caso sarebbe al limite superiore di massa per cui le stelle terminano la loro esistenza come supernova. È una binaria spettroscopica con un periodo orbitale di 26,31 giorni.
La compagna eclissa la principale producendo una diminuzione di luminosità di 0,08 magnitudini.
Sembra che il sistema stellare di KX Velorum comprenda anche una terza componente. A 3,2 arcosecondi dalla binaria spettroscopica si può osservare una stella di decima magnitudine che si ritiene faccia parte del sistema. L'insieme ha un'età stimata di 6,1 ± 2,0 milioni di anni.